# Dvoličnjakolike
Dvoličnjakolike (lat. Proteales), veliki biljni red iz razreda dvosupnica koji svoje ime nosi po rodu Protea, čija je domovina južna Afrika, a najpoznatija je među njima kraljevska protea (Protea cynaroides), nacionalni cvijet Južnoafričke Republike, koji se smatra za jednim od najljepših na cvijetu. Ime roda, porodice i reda dolazi po grčkom bogu mora Proteju.
To je red eudikotiledonih cvjetnica, s 4 porodice, oko 85 rodova i gotovo 1750 vrsta. Uz Buxales, Cerotophyllales, Ranunculales i Trochodendrales, Proteales je dio skupine poznate kao bazalni eudikoti u botaničkom klasifikacijskom sustavu Angiosperm Phylogeny Group IV (APG IV).
Najveća porodica u redu je Proteaceae, koja ima 80 rodova i 1615 vrsta i uglavnom je ograničena na južnu hemisferu, većinom u Australiji, Južnoj Africi i Madagaskaru. Sabiaceae obuhvaća 4 roda i oko 120 vrsta zimzelenog drveća ili liana porijeklom iz tropske Amerike i jugoistočne Azije. Platanaceae ima samo jedan rod Platanus na sjevernoj hemisferi, s 8-10 vrsta. Slično tome, Nelumbonaceae ima samo jedan vodeni rod, lotos (Nelumbo), s dvije sjeverno umjerene vrste. Preraspodjela ovih porodica u jedan red bila je iznenađujuća posljedica molekularnih studija na razini porodica. Teško je zamisliti da su tri tako različite porodice grupirane u jedan red, ali čak i nemolekularni podaci nude određenu potporu za ovaj odnos, posebice odnos Platanus i Proteaceae.
Jedini je priznat u nadredu Proteanae Takht..

## Porodice
1. Nelumbonaceae Sjeverna Amerika, južna i jugoistočna Azija, sjeverna Australija
2. Platanaceae ili vodoklenovke, Sjeverna Amerika, Sredozemlje
3. Proteaceae ili dvoličnjakovke, tropska Amerika, Afrika, Azija, Australija, Novi Zeland
4. Sabiaceae, tropska Amerika, južna i jugoistočna Azija